# Tommaso Demaria
Tommaso Demaria (Vezza d'Alba, 21 novembre 1908 – Torino, 12 luglio 1996) è stato un teologo e filosofo italiano, noto per numerosi studi sulla tomistica.

## Biografia

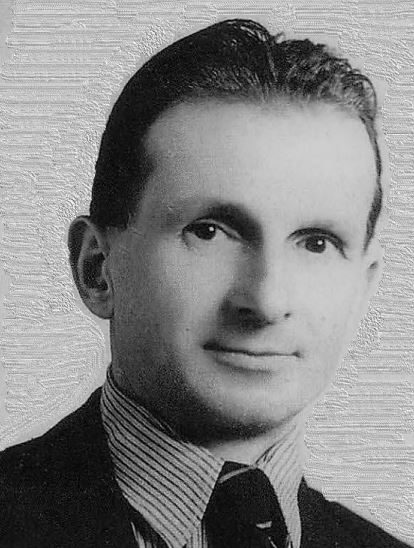
Tommaso Demaria in un ritratto degli anni 30, durante gli studi teologici all'Università Gregoriana di Roma.

Frequentato il seminario di Alba, entrò come aspirante presso i salesiani di Penango Monferrato. Dal 1926 continuò gli studi nel liceo di Valsalice (Torino) Dal 1931 al 1935 compì studi teologici presso l’Università Gregoriana di Roma. Fu ordinato sacerdote il 28 ottobre 1934. Continuò gli studi presso l’Istituto Missionario Scientifico della Pontificia Università Urbaniana (1935-1940). Fu insegnante dal 1940 al 1979 presso la Facoltà di Teologia del Pontificio Ateneo Salesiano a Torino e a Roma. Nel corso della sua carriera fu docente di: storia delle religioni, missionologia, filosofia dell’educazione, teologia fondamentale, teologia dogmatica, dottrina sociale della Chiesa, sociologia dell'educazione.
Negli anni cinquanta avviò una feconda condivisione spirituale, teologica e filosofica con don Paolo Arnaboldi, fondatore del Fraterno Aiuto Cristiano FAC con l'attivo incoraggiamento di San Giovanni Calabria. Frequentò assiduamente le sedi del FAC sia a Vezza D'Alba sia a Roma. Strutturò la sua metafisica realistico-organico-dinamica.
Negli anni sessanta fondò con Giacomino Costa il Movimento Ideoprassico Dinontorganico M.I.D., oggi divenuto l'associazione Nuova Costruttività. Insieme con Paolo Arnaboldi fecero opera di formazione e divulgazione del realismo organico dinamico presso ambienti imprenditoriali collegati all'U.C.I.D.. Giacomino Costa nel 1963 strutturò volutamente la grande e innovativa impresa dell'Interporto di Rivalta Scrivia (il cosiddetto "porto secco" di Genova) come applicazione dell'"organico dinamico" differenziandola dalle imprese tipicamente liberiste.
Negli anni settanta fu il referente culturale delle "Libere Acli" movimento dei lavoratori cattolici fuoriusciti dalle Acli a seguito della "ipotesi socialista" che portò nel 1971 alla "sconfessione di Paolo VI" e alla frattura del movimento. Continuò nell'ambiente dei lavoratori cattolici con la formazione e la diffusione della "ideoprassi" (modello di sviluppo) "organico dinamica", una vera ideologia cristiana alternativa a quella liberal capitalista e a quella marxista comunista.

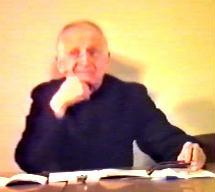
Tommaso Demaria tiene un seminario sul realismo Dinamico a Verona presso il Centro Toniolo nel 1980.

Negli anni ottanta fu intensamente attivo nella formazione alla nuova cultura cristiana organico dinamica a Torino, Verona, Vicenza, Roma con corsi, seminari e numerose pubblicazioni. Tra tutti i corsi tenuti merita una specifica menzione per la testimonianza documentale completa tramite registrazione video, quello del 1980 presso il Centro Toniolo di Verona su invito di don Gino Oliosi.
Morì a Torino il 12 luglio 1996.

## Il pensiero
Tommaso Demaria proseguì il lavoro di san Tommaso d'Aquino e affermava l'incompletezza del tomismo, incapace di cogliere l'organismo come categoria ontologica a sé stante. L'integrazione della metafisica realista con l'organismo alla metafisica realistica integrale, strumento di straordinaria importanza per la vita quotidiana. Lo studio dell'organismo in quanto tale, in particolare nella sua dimensione di "struttura organica funzionale", si rivelerà infatti importantissimo per lo studio e lo sviluppo della società in generale, ma in particolare per quella prassi economica, nota col nome di "Sistemi di Qualità" che fa appunto dell'organicità il proprio fondamento.
La possibilità di percepire l'organismo in quanto tale entità diversa dall'organismo fisico, specifica Demaria, passa attraverso la percezione dell'ente dinamico. Grande importanza assume l'organicità nella gestione del sociale perché esso consente di definire con precisione il bisogno di razionalità dell'umanità che supera le possibilità dell'essenza della persona. Questa necessaria unità dell'agire della persona nell'umanità che ne perpetua la presenza, in campo politico/ideoprassico egli stesso la definisce come comunitarismo all'interno del suo testo "La società alternativa".
L'indagine sui dinamismi profondi della società industriale e l'osservazione con metodo realistico oggettivo della realtà storica globale nella sua consistenza ontologica portano Demaria a sviluppare una metafisica per molti aspetti nuova ed originale.

### Il realismo tomista
Aderisce al tomismo e conferma la validità del realismo di San Tommaso per tutto ciò che è in “rerum naturae” quindi per gli enti che esistono già in natura. Coglie la necessità di innestare sul realismo tomista nuovi strumenti metafisici per comprendere la realtà degli enti che non esistono in natura perché costruiti o generati dall'uomo, le trasformazioni dell’essenza della persona operata dalla liberà delle sue scelte, la natura profonda degli enti interumani (famiglia, azienda, stato, …), l'interpretazione della realtà storica e il suo indirizzamento.

### Il cambio d’epoca
Individua un cambiamento d’epoca con valore ontologico (che cambia l’essere, la forma della società) nella rivoluzione industriale che con l’apporto dell'energia meccanica a integrazione e sostituzione del lavoro umano dinamizza la società oltre una soglia mai varcata prima nella storia. La società dinamizzata dalla rivoluzione industriale giunge a una radicale trasformazione da “statico sacrale” a “dinamico secolare”. Si tratta di una trasformazione qualitativa e non solo quantitativa dei cambiamenti sociali che coinvolge ”l’essere” della società. La differenza fondamentale sta in questo: la società preindustriale (statico sacrale) era dominata dalla natura e in questo modo ripeteva sempre sé stessa nonostante i cambiamenti fenomenici (la vita di un romano non era così diversa da quella di un medievale), la società industriale invece si è in larga parte sganciata dal condizionamento della natura ed è obbligata a progettare e costruire continuamente il proprio futuro…. È a questo livello che interviene l’indagine metafisica della realtà storica, il cui scopo è proprio scoprire l’essenza profonda della realtà storica.

### Il realismo dinamico ontologico
Riconosce nel tomismo e nella metafisica di San Tommaso la validità nel contesto “statico sacrale”, ma vede limiti nell'interpretazione della nuova realtà storica “dinamico secolare”. Osserva che l’interpretazione data alla storia da Hegel prima e da Marx dopo, sono entrambe errate e ne critica il fondamento soggettivista e la natura ateo-materialista.
Integra quindi il tomismo tradizionale. inaugurando la nuova metafisica dinamica-ontologica-organica fondata sulla scoperta dell’ente dinamico o anche ente di secondo grado.
Dall'osservazione di ciò che nasce dalle relazioni umane scopre che oltre agli “enti di primo grado”, gli enti la cui essenza già è (tutti quelli che già sono in natura), esistono altri “enti di secondo grado” gli enti la cui essenza non è, ma si fa attivisticamente nello spazio e nel tempo. la cui nascita, vita e morte sono costituite dalla esistenza di relazioni tra le persone (ad esempio la famiglia, l’azienda sono enti interumani). Sono “enti dinamici” il cui comportamento è simile a quello di un organismo, non fisico, ma costituito dall’insieme di cose e di persone, ugualmente animato da un principio vitale, in cui le parti e il tutto sono in reciproco equilibrio che ne genera e ne conserva la vitalità. Quando viene meno questo reciproco equilibrio tra l’organismo tutto e le sue parti (le membra, gli organi, le cellule) l’organismo perde la sua vitalità, si ammala e può arrivare alla morte (e così avviene per la famiglia, l’azienda, la comunità).
Indaga osservando la realtà con metodo metafisico, realistico, oggettivo sulle “regole”, sulla “razionalità” che sottende la vita e la vitalità degli “enti dinamici” individuando cinque “trascendentali dinamici” che sono le cinque caratteristiche necessarie e sufficienti in un “ente dinamico” per restare vivo e vitalmente operante.
Sul fronte della interpretazione della “storia” osserva che la sua complessità non può essere indagata con metodi analitici partendo dalla suddivisione del tutto. Serve il metodo della “sintesi” e quindi dalla sommatoria, aggregazione, integrazione dei singoli “enti dinamici” in realtà e altri organismi via via più complessi e ampi, giunge al tutto che definisce come “ente universale dinamico concreto”, senza il quale il singolo ente dinamico non avrebbe né senso né valore metafisico. Del resto è abbastanza intuitivo comprendere che nessun ente storico può esistere fuori dal contesto che l’ha generato. Per esempio una semplice azienda di scarpe non può esistere nel deserto separata da tutte le vie di comunicazione, dagli operai, dai clienti, dalle fonti di energia eccetera.
Raccoglie e coordina le sue scoperte nella nuova metafisica realistico-dinamica che aggregata alla metafisica realistica “statica” di San Tommaso costituisce nell’insieme delle due componenti, la statica e la dinamica, la metafisica realistica integrale.

### La società
Con il nuovo strumento metafisico (la metafisica realistica integrale), individua la giusta forma della società che definisce organico-dinamica (“Dinontorganica”) come vera alternativa alle due forme di società ritenute “false”, la capitalista e la marxista di cui stende una dettagliata critica.

### La prassi, l'ideoprassi e il nuovo tipo e modello di sviluppo
Demaria comprende che la nuova società “dinamica secolare” avviatasi per l’effetto della rivoluzione industriale, è costruita dall'“ideoprassi” ossia dall'ideologia come prassi razionalizzata. Una definizione corrente che si avvicina al concetto di “ideoprassi” di Tommaso Demaria è “modello di sviluppo” intendendo con questo la necessità di un cambio di paradigma strutturale nella costruzione della società. Demaria precisa meglio questa terminologia chiarendo che il tipo di sviluppo riguarda il cambiamento di essenza profonda di una società, mentre il modello riguarda le innumerevoli e forse infinite varianti all’interno del medesimo tipo che si devono calare nei concreti ambiti temporali e geografici.
Le “ideoprassi”, cioè i tipi di società, riconosciute da Tommaso Demaria sono tre (3): capitalista, marxista, “dinontorganica” e queste sono costruite secondo i rispettivi modelli. Perciò all’interno della società di tipo capitalista avremo molteplici modelli anche molto diversi tra loro dal punto di vista fenomenico, ma identici dal punto di vista dell’assoluto di riferimento (cioè del tipo), in questo caso il denaro con la relativa competitività necessaria per conquistarlo. Analogamente avviene per le altre due ideoprassi: l'ideoprassi o società di tipo marxista, con l’assoluto della dialettica oppresso/oppressore (la vecchia lotta di classe) e l'ideoprassi o società di tipo dinontorganico con il proprio assoluto costruttivo radicato nella dialettica della sintesi in funzione della vita.

### Dalla persona libera e sovrana alla persona cellula
Secondo il Demaria nella società “dinamica secolare”, che è laica e profana, la religione non è più accettata come fondamento. Così anche la persona libera e sovrana che aveva il suo posto nella società “statico sacrale” non può esistere in quanto nella società “dinamica secolare” fin dalla nascita la persona umana viene continuamente “rimanipolata” dall'ideoprassi corrente (capitalista o marxista). La persona umana trova la sua giusta collocazione nella società se riconosce la sua nuova natura di persona “cellula”, componente libera in un organismo sociale più grande. Come persona cellula rimane sempre persona umana libera, ma al contempo svincolata dalle logiche servo/padrone, oppresso/oppressore del marxismo.

### L'economia
È un tema ampiamente trattato dal Demaria che individua tre tipi di economia: la capitalista, la marxista/comunista, la dinontorganica.
Dopo aver profondamente analizzato e criticato le prime descrive in dettaglio i fondamenti della economia dinontorganica. La differenza del concetto di impresa capitalista ed impresa dinontorganica secondo Demaria può essere presentata come segue.
L'impresa capitalista è un'attività economica professionalmente organizzata al fine della produzione o dello scambio di beni o servizi. Si avvale di un complesso di beni strumentali, il mezzo concreto (l’azienda): immobili, sedi, attrezzature, impianti, personale, metodi, procedure, risorse. Si tratta di “cose” e tra queste anche il personale/forza lavoro. Anima suprema dell’impresa capitalista è il profitto e secondariamente la creatività imprenditoriale a servizio del profitto. La socialità dell’impresa diviene un fatto ambientale ed incidentale innegabile ma secondario. Quindi l’impresa (con la relativa azienda) capitalista secondo Demaria è una “cosa” ridotta a capitale e lavoro.
L'impresa dinontorganica (la vera natura profonda dell’impresa secondo Demaria) è organismo dinamico economico di base dell’attuale società industriale (o postindustriale). È un vero organismo dinamico, una realtà complessa, non fisica, ma prodotta dall'uomo, costituita dalla sintesi di cose e di persone autonome e cellule dell’organismo impresa, animata da un proprio principio vitale e perciò capace di vivere ed agire a titolo proprio. È quindi impresa umanissima, affrancata dal materialismo capitalista. Anima dell’impresa è la costruttività nel suo triplice aspetto economico, sociale e “ideoprassico”, che eleva la creatività al di sopra del solo profitto e che soddisfa ad un tempo la esigenze della società globale e dell'impresa (quali il profitto, comunque necessario, ma non sufficiente).

### La Chiesa e il Corpo Mistico di Cristo
In ambito ecclesiologico le scoperte di Demaria, come da sue frequenti dichiarazioni, si collocano nel solco del magistero della Chiesa cattolica. Cinque delle sue pubblicazioni, che contengono nell’insieme il corpo della sua opera, portano impresso l’imprimatur che attesta l’assenza di errori in ambito di fede e morale cattolica.
La scoperta dell’“ente di secondo grado” (ente generati dalle relazioni tra le persone) e della persona “cellula” (individuo libero che riconosce di essere parte di un organismo più grande) sono in analogia scaturite dalla riflessione sull’ “essere” della Chiesa (l’insieme dei cristiani) in comunione con il “Corpo Mistico di Cristo”. Il cristiano con il battesimo cambia il suo essere e diviene “uomo nuovo”. Quindi la persona umana (in questo caso il cristiano) è contemporaneamente “ente di primo grado (“in rerum naturae”) che “ente di secondo grado “(ente dinamico) come membro della Chiesa che costituisce il “Corpo Mistico di Cristo “. La Chiesa così concepita è il primo ente dinamico sacro della storia. Mentre il primo ente dinamico laico e profano dell’epoca “dinamico secolare” post rivoluzione industriale è l’azienda industriale.
Pur accogliendo nella sua “metafisica realistica integrale” (la metafisica realistica “statica” più la “dinamica”) il tomismo in toto, il suo pensiero generò dispute con i tomisti “classici” del tempo, che non riconoscono alla Chiesa (e nemmeno all'azienda industriale) la natura di “ente di secondo grado”, ma unicamente la caratteristica di “ente di relazione” che per Demaria è insufficiente per interpretare la complessità della realtà storica industriale e la relativa mobilitazione.

### La dottrina sociale della Chiesa e l'ideoprassi dinontorganica
Alla dottrina sociale della Chiesa Tommaso Demaria riconosce ogni validità. Ne segnala tuttavia l'incompletezza in quanto costituita da norme etiche e morali rivolte principalmente alla persona libera e sovrana ed atte ad incidere sul suo comportamento come singolo per migliorare in senso cristiano la società. Ma il Demaria nella sua opera ha rilevato che la società non è più solo costruita dalle norme morali di persone libere e sovrane, ma anche e soprattutto dall'“ideoprassi” (ideologia come prassi razionalizzata sintesi di persone e strutture) corrente, dal suo dinamismo e dalle sue razionalità interne autocostruttive proprie della società “dinamica secolare”. Pertanto per incidere sulla società contemporanea che è “dinamica secolare “, laica e profana, serve una vera e propria nuova e completa “ideoprassi”, certamente laica e profana, ma compatibile con i valori cristiani cardinali. All'interno di questa nuova “ideoprassi” il Demaria vede inseriti tutti gli insegnamenti della dottrina sociale cristiana. Da soli e senza una propria “ideoprassi” tali insegnamenti tendono a generare delle “paraideologie” che hanno effetti locali e temporanei. Per ottenere effetti di trasformazione duraturi ed è necessario avviare azioni che contengano la giusta razionalità e caratteristiche (i 5 trascendentali dinamici) capaci di innescare cicli autocostruttivi.

## Opere
- Catechismo missionario, Torino, SEI, 1943
- La Religione, Colle Don Bosco, Elledici, 1945.
- Il fiume senza ritorno. Dramma missionario, Colle Don Bosco, Elledici, 1946.
- La pedagogia come scienza dell'azione Archiviato il 27 ottobre 2020 in Internet Archive., Salesianum, anno XI, numero 2,1949.
- Lezioni di teologia missionaria, Roma, Pontificio Ateneo Salesiano, 1953.
- Sociologia positiva o positivo-razionale? : a proposito di una Introduzione alla sociologia, Salesianum, anno XVII numero 3-4, 1955.
- Sintesi sociale cristiana. Metafisica della realtà sociale (presentazione di Aldo Ellena), Torino, Pontificio Ateneo Salesiano, 1957.
- Senso cristiano della rivoluzione industriale, Torino, CESP - Centro Studi don Minzoni, 1958 ca.
- Strumento ideologico e rapporto fede-politica nella civiltà industriale, Torino, CESP - Centro Studi don Minzoni, 1958 ca.
- Presupposti dottrinali per la pastorale e l'apostolato, Velate di Varese, Edizioni Villa Sorriso di Maria, 1958.
- Trad. spagnola: Presupuestos doctrinales para la pastoral y el apostolado, Valencia, Fac, 1959.
- Cristianesimo e realtà sociale, Velate di Varese, Edizioni Villa Sorriso di Maria, 1959.
- L'impegno cristiano di fronte alla politica ed economia: convegno di Rapallo, 3-6 gennaio 1959,  Verona, UCID - Casa Buoni Fanciulli, 1959.
- Realismo dinamico, Torino, Istituto Internazionale Superiore di Pedagogia e Scienze Religiose, 1963.
- De Deo: praelectionum selectio di N.M. Loss, T. Demaria et al., Torino, Augustae Taurinorum: Pontificium Athenaeum Salesianum, 1964-1965.
- Il Decreto sull'apostolato dei laici: genesi storico-dottrinale, testo latino e traduzione italiana, esposizione e commento, Torino, Leumann Elle Di Ci, 1966.
- Catechismo del cristiano apostolo: la Salvezza cristiana, Torino, Istituto Internazionale Superiore di Pedagogia e Scienze Religiose, 1967.
- I consigli pastorali, diocesani e parrocchiali alla luce di una pastorale organico-dinamica di Paolo Arnaboldi, Tommaso Demaria, Bruno Morini, Velate di Varese, Fac, 1970.
- Punti orientativi ideologico-sociali (a cura del Movimento Ideologico Cristiano Lavoratori), Bologna, Luigi Parma, 1974.
- Pensare e agire organico-dinamico, Milano, Centro Studi Sociali, 1974 ca.
- Ontologia realistico-dinamica, Bologna, Costruire, 1975.
- Metafisica della realtà storica. La realtà storica come ente dinamico, Bologna, Costruire, 1975.
- La realtà storica come superorganismo dinamico: dinontorganismo e dinontorganicismo, Bologna, Costruire, 1975.

L'edizione Realismo dinamico, Bologna, Costruire, 1977, 3 voll., riunisce i tre testi precedenti.
- L'ideologia cristiana, Bologna, Costruire, 1975.
- Sintesi sociale cristiana. Riflessioni sulla realtà sociale, Bologna, Costruire, 1975.
- La questione democristiana, Bologna, Costruire, 1975.
- Il Marxismo, Verona, Nuova Presenza cristiana, 1976.
- Ideologia come prassi razionalizzata, Arbizzano, Il Segno, 1980.
- Per una nuova cultura, Verona, Nuova Presenza cristiana, 1982.
- La società alternativa, Verona, Nuova Presenza cristiana, 1982.
- Verso il duemila: per una mobilitazione giovanile religiosa e ideologica, Verona, Nuova Presenza cristiana, 1982.
- Un tema complesso sullo sfondo dell'ideologia come strumento ideologico, Verona, Nuova Presenza cristiana, 1984.
- Confronto sinottico delle tre ideologie. Quarta serie, Roma, Centro Nazareth, 1985.
- Scritti teologici inediti. Tommaso Demaria. A cura di Mauro Mantovani e Roberto Roggero, Roma,Editrice LAS, 2017. ISBN 978-88-213-1278-6
- Scritti filosofici inediti. Tommaso Demaria. A cura di Mauro Mantovani. Prefazione di Mario Toso, Roma, LAS-Libreria Ateneo Salesiano, 2020, ISBN 9788821313578

## Letteratura su Tommaso Demaria
- Ugo Sciascia, Per una società nuova: inizio di una ricerca partecipata, Bologna, L. Parma, 1973.
- Ugo Sciascia, Crescere insieme oltre capitalismi e socialismi: rifondazione culturale dall'Italia, per l'Europa, al mondo, Napoli, Edizioni Dehoniane, 1977.
- Mario Occhiena, Riscoperta della realtà : un itinerario filosofico esistenziale,Torino, Gribaudi, 1979.
- Luigi Pizzetti, Culture a confronto. Sussidio per l’educazione religiosa e civica nelle scuole medie superiori, Brescia, La voce del popolo edizioni, 1982.
- Stefano Fontana, Apertura a “tutto” l’essere, in Nuove Prospettive I (1988) 3, 55-59.
- Nicola Palmisano, Quanto resta della notte? : analisi e sintesi del medioevo novecentesco all'alba del Duemila, Roma, LAS, 1994, ISBN 8821302806, OCLC 33599421.
- Giuseppe Tacconi, La persona e oltre. Soggettività personale e soggettività ecclesiale nel contesto del pensiero di Tommaso Demaria, Roma, Libreria Ateneo Salesiano, 1996. ISBN 88-213-0340-3.
- Gruppo studio scienza cristiano-dinontorganica di Vicenza , Realismo dinamico: il problema metafisico della realtà storica come superorganismo dinamico cristiano / riduzione dell'opera di Tommaso Demaria , Altavilla (Vicenza), Publigrafica, 2000.
- Gruppo studio scienza cristiano-dinontorganica di Vicenza ,L'ideoprassi dinontorganica: la costruzione dinamica realistico-oggettiva della nuova realtà storica: revisione del saggio "L'ideologia cristiana" di T. Demaria,Altavilla (Vicenza), Publigrafica, 2001.
- Mauro Mantovani, Sulle vie del tempo. Un confronto filosofico sulla storia e sulla libertà, Roma, Libreria Ateneo Salesiano, 2002. ISBN 88-213-0483-3.
- Lorenzo Cretti, La quarta navigazione: realtà storica e metafisica organico-dinamica/Prefazione prof. Mauro Mantovani e Postfazione del prof. Mario Toso.,Associazione Nuova Costruttività -Tipografia Novastampa, Verona, 2004.
- Donato Bagnardi, Costruttori di una Umanità Nuova. Globalizzazione e metafisica dopo Tommaso Demaria/Prefazione Prof. Francesco Bellino ,Bari, Edizioni Levante, 2007. ISBN 978-88-7949-458-8 .
- Oliviero Riggi, L'ideoprassi cristiana per una società alternativa nel pensiero di Tommaso Demaria; implicanze filosofiche, Roma, Università Pontificia Salesiana, 2010.
- Giulio Pirovano, Roberto Roggero, Uniti nella diversità, UK, Lulu Enterprise, 2010, ISBN 9781445245621
- Mauro Mantovani, Alberto Pessa e Oliviero Riggi (a cura di), Oltre la crisi; prospettive per un nuovo modello di sviluppo. Il contributo del pensiero realistico dinamico di Tommaso Demaria (atti dell'omonimo convegno tenuto a Roma nel 2010), Roma, Libreria Ateneo Salesiano, 2011, ISBN 978-88-213-0808-6
- Donato Bagnardi, Luci sul terzo millennio. Il reale: dalla lettura storico-filosofica alle nuove categorie interpretative, Bari, Levante, 2012, ISBN 9788879496070
- Stefano Fontana, Filosofia per tutti: una breve storia del pensiero da Socrate a Ratzingher, Verona, Fede & Cultura, 2016, ISBN 978-88-6409-513-4
- Donato Bagnardi, Sul sentiero dei tre colori. Dal neoliberismo alla cultura del dono, Bari, Levante, 2016, ISBN 9788879496599
- Giulio Pirovano, Roberto Roggero, Politiche: con un modello di sviluppo nuovo, UK, Lulu Enterprise, 2020,  ISBN 9791220067553
- Salvatore Bravo, Metafisica e comunitarismo, Pistoia, Editrice Petite Plaisance, 2020[21]
- Olivier Thomas Venard, Cristianesimo, in Enciclopedia Italiana di Scienze, Lettere ed Arti Treccani, Decima Appendice, Roma, Istituto delle Enciclopedia Italiana, 2020, pp. 356-362, ISBN 9788812008766[22][23]
- Emanuele Lepore, Sortita attorno al concetto di realtà storica. Per una prima presentazione del pensiero sociale di Tommaso Demaria, in Salesianum, LXXXIII, n. 3, pp. 449-471, Roma, Editrice Las, 2021[24]
- Simone Tropea, Una guerra metafisica : la teologia estinta, Soveria Mannelli, Rubbettino Editore, 2024, ISBN  9788849880809